# Angelika Jahns

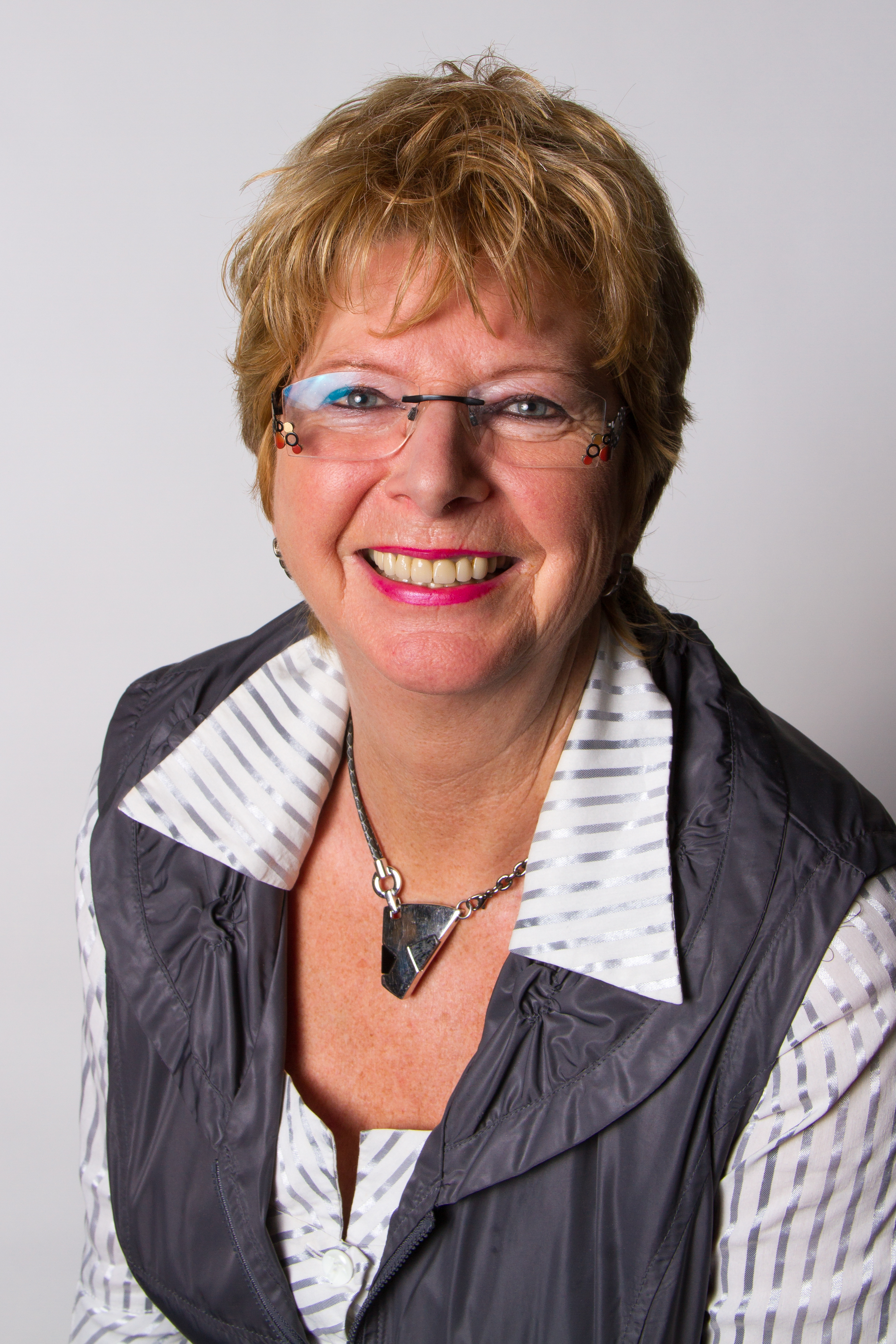
Angelika Jahns, 2013

Angelika Jahns (* 3. August 1955 in Warmenau, jetzt Wolfsburg) ist eine deutsche Politikerin der CDU. Sie war von 1998 bis 2017 Mitglied des Niedersächsischen Landtags.

## Ausbildung und Beruf
Jahns machte eine Ausbildung zur Beamtin des gehobenen Verwaltungsdienstes und arbeitete zunächst bei der Stadt Wolfsburg. Danach wechselte sie zur Samtgemeinde Boldecker Land (Landkreis Gifhorn), wo sie ihre Ausbildung beendete. Zuletzt war sie von 1995 bis 1998 als Ordnungs- und Sozialamtsleiterin bei der Samtgemeinde Boldecker Land tätig.
Sie ist verwitwet und hat drei erwachsene Kinder.

## Politik
Seit 1986 gehört sie dem Ortsrat Brackstedt-Velstove-Warmenau der Stadt Wolfsburg an. Seit 2006 ist sie auch Vorsitzende des Ortsrates und Ortsbürgermeisterin der Ortschaft. 1987 wurde sie Mitglied der CDU und war von 1999 bis 2019 als Kreisvorsitzende tätig. 
Seit der Landtagswahl 1998 gehörte Angelika Jahns bis 2017 dem Niedersächsischen Landtag an, zuletzt als Direktkandidatin für den Wahlkreis Wolfsburg. 1999 und 2009 wurde sie auf Vorschlag ihrer Fraktion in die Bundesversammlung entsandt, um an der Wahl des Bundespräsidenten mitzuwirken. 
Bei der Bundestagswahl 2005 kandidierte Angelika Jahns im Wahlkreis Helmstedt – Wolfsburg, unterlag jedoch gegen den SPD-Bewerber Hans-Jürgen Uhl.
2024 wurde Jahns das Bundesverdienstkreuz am Bande verliehen.